# Провулок Пестеля (Київ)
Прову́лок Пе́стеля — зниклий провулок, що існував у Радянському районі (нині територія Шевченківського району) міста Києва, місцевість Шулявка. Пролягав від проспекту Берестейського до Борщагівського провулку.

## Історія
Провулок виник у 2-й половині XIX століття під назвою Мокрий. Згодом, ймовірно з 1930-х років — Пролетарська вулиця. Назву Пестеля провулок набув 1955 року на честь революціонера-декабриста П. І. Пестеля. Ліквідований разом із навколишньою малоповерховою забудовою у 1971 році.